# みすずが丘

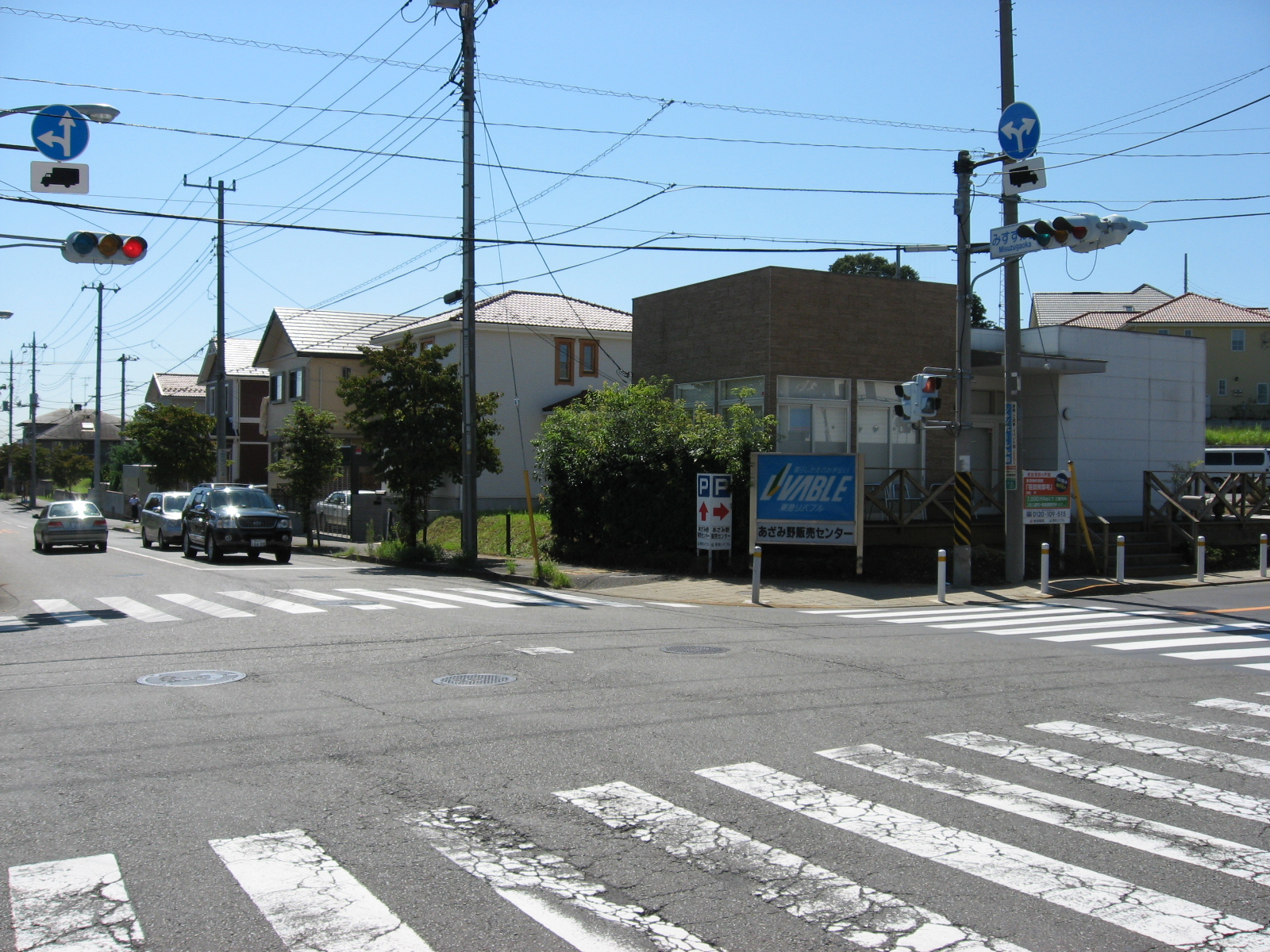
みすずが丘交差点

みすずが丘（みすずがおか）は、神奈川県横浜市青葉区の地名。「丁目」の設定のない単独町名である。住居表示未実施区域。

## 地理
横浜市青葉区東部に位置する。地域内は全域が東急によって開発された住宅街となっている。青葉区内でも比較的新しい住宅街となっている。東はあざみ野・あざみ野南、西・北は大場町、南は荏田北・市ケ尾町と接している。

### 地価
住宅地の地価は、2025年（令和7年）1月1日の公示地価によれば、みすずが丘3番41の地点で33万8000円/m²となっている。

## 歴史

### 地名の由来
瑞祥地名。昔この一帯は篠竹が多く見られた。その篠竹の別名を「みすず」という事と、この辺りが高台で、なだらかな傾斜地が多いことから、「みすずが丘」と名付けられた。

### 沿革
- 1995年（平成7年）3月16日 - 土地区画整理事業（大場第二）[6]に伴い、あざみ野四丁目、荏田北二丁目、大場町よりみすずが丘を新設。横浜市青葉区みすずが丘となる[7]。

### 町名の変遷
| 実施後     | 実施年月日               | 実施前（各町名ともその一部）                   |
| ---------- | ------------------------ | ---------------------------------------------- |
| みすずが丘 | 1995年（平成7年）3月16日 | あざみ野南四丁目、荏田北二丁目、大場町の各一部 |

## 世帯数と人口
2025年（令和7年）6月30日現在（横浜市発表）の世帯数と人口は以下の通りである。
| 町丁       | 世帯数  | 人口    |
| ---------- | ------- | ------- |
| みすずが丘 | 441世帯 | 1,118人 |

### 人口の変遷
国勢調査による人口の推移。
| 年                 | 人口  |
| ------------------ | ----- |
| 1995年（平成7年）  | 51    |
| 2000年（平成12年） | 641   |
| 2005年（平成17年） | 1,132 |
| 2010年（平成22年） | 1,177 |
| 2015年（平成27年） | 1,236 |
| 2020年（令和2年）  | 1,194 |

### 世帯数の変遷
国勢調査による世帯数の推移。
| 年                 | 世帯数 |
| ------------------ | ------ |
| 1995年（平成7年）  | 17     |
| 2000年（平成12年） | 181    |
| 2005年（平成17年） | 309    |
| 2010年（平成22年） | 346    |
| 2015年（平成27年） | 390    |
| 2020年（令和2年）  | 403    |

## 事業所
2021年（令和3年）現在の経済センサス調査による事業所数と従業員数は以下の通りである。
| 町丁       | 事業所数 | 従業員数 |
| ---------- | -------- | -------- |
| みすずが丘 | 30事業所 | 154人    |

### 事業者数の変遷
経済センサスによる事業所数の推移。
| 年                 | 事業者数 |
| ------------------ | -------- |
| 2016年（平成28年） | 20       |
| 2021年（令和3年）  | 30       |

### 従業員数の変遷
経済センサスによる従業員数の推移。
| 年                 | 従業員数 |
| ------------------ | -------- |
| 2016年（平成28年） | 164      |
| 2021年（令和3年）  | 154      |

## 学区
市立小・中学校に通う場合、学区は以下の通りとなる（2024年11月時点）。
| 番地 | 小学校                     | 中学校                 |
| ---- | -------------------------- | ---------------------- |
| 全域 | 横浜市立あざみ野第二小学校 | 横浜市立あざみ野中学校 |

## 交通
- バス - 東急バス『あ72系統』（みすずが丘経由）あざみ野ガーデンズ行き：あざみ野駅-みすずが丘-みすずが丘公園-あざみ野ガーデンズ
- 徒歩 - 町内ではないものの東急田園都市線の江田駅から徒歩17分程度で着く。

## 施設
- みすずが丘公園
- 大場みすずが丘地区センター

## その他

### 日本郵便
- 郵便番号 : 225-0016[3]（集配局：青葉郵便局[17]）

### 警察
町内の警察の管轄区域は以下の通りである。
| 番・番地等 | 警察署     | 交番・駐在所     |
| ---------- | ---------- | ---------------- |
| 全域       | 青葉警察署 | あざみ野駅前交番 |